# エリザンジェラ・パウリノ
- エリジンジェラ・パウリーニョ

エリザンジェラ・パウリノ（Elisângela Paulino、1980年4月29日 - ）は、ブラジルの元女子バレーボール選手。

## 来歴
1996年、Força Olímpicaに入団し、プロとしてのキャリアをスタートさせる。
トルコリーグでの経験を経て、2005-06シーズンに日本のJTマーヴェラスでプレーしていた。
その後、イタリアセリエA、アゼルバイジャンリーグなどに活躍の場を移し、2012-13シーズンには久光製薬スプリングスに移籍した。同シーズンで2012/13Vプレミアリーグ優勝を果たした。

## 所属クラブ
- Força Olímpica（1996-2000年）
- Clube Desportivo Macaé Sports（2000-2001年）
- Upis Brasilia（2001-2002年）
- ASBS-Suzano（2001-2002年）
- Numune SK Ankara（2002-2003年）
- ベシクタシュ（2003-2004年）
- SSK Ankara（2004-2005年）
- JTマーヴェラス（2005-2006年）
- Florens Volley Castellana Grotte（2006-2009年）
- Volley San Vito（2009-2010年）
- アゼルレイル・バクー（2010-2012年）
- 久光製薬スプリングス（2012-2013年）
- Brasília Vôlei（2013-2014年）
- Maranhão Vôlei（2014-2015年）
- CV Murillo（2015-2016年）
- Pursaklar Belediyesi（2016-2017年）
- Khonkaen Star（2017-2018年）